# Marcello Thedford
Marcello Thedford is een Amerikaans acteur, filmproducent, filmregisseur en scenarioschrijver. 

## Biografie
Thedford groeide op in The Bronx, een borough van New York. Hij begon zijn carrière in het improvisatietheater in New York. Hij woont nu in Los Angeles.

## Filmografie

### Films
Uitgezonderd korte films.
- 2016 Confessions of Isabella - als Oso
- 2015 Solo per il weekend - als Ghigno
- 2014 The Angriest Man in Brooklyn – als Fred
- 2009 Da' Booty Shop – als Tyrone Johnson
- 2008 The Life and Times of Marcus Felony Brown – als Tiny
- 2008 Keepin' the Faith: Lookin' for Mr. Right – als Cedric
- 2006 Employee of the Month – als Semi
- 2006 Crossover – als Big Man
- 2006 Puff, Puff, Pass – als kassier bij Chicken Hut
- 2004 Doing Hard Time – als Toure Smalls
- 2001 Angel Eyes – als Peebo
- 2000 Freedom Song – als Tyrone Franklin
- 1998 Why Do Fools Fall in Love – als drugsdealer
- 1997 An Alan Smithee Film: Burn Hollywood Burn – als Stagger Lee
- 1997 Volcano – als Kevin
- 1996 Daylight – als Kadeem
- 1995 Dangerous Minds – als Cornelius Bates
- 1995 Crimson Tide – als Lawson

### Televisieseries
Uitgezonderd eenmalige gastrollen.
- 2013 Southland – als Strokeface – 2 afl.
- 2010 Sons of Anarchy – als Lander Jackson – 5 afl.
- 2009 The Game – als Clay – 2 afl.
- 2005-2007 Girlsfriends – als Peanut Singelton – 2 afl.
- 2003-2006 Playmakers – als Kevin James – 12 afl.
- 2002-2003 ER – als Leon – 7 afl.
- 1996 Dangerous Minds – als Will – 2 afl.
- 1996 The Show – als Chocolate Wait – 4 afl.

### Filmproducent
- 2022 Detainment - film
- 2016 Sins of the Guilty - film
- 2016 Confessions of Isabella - film
- 2010 Keepin' the Faith: Momma's Got a Boyfriend - film
- 2009 Keepin' the Faith: My Baby's Gettin' Married! - film
- 2009 Thug Love - film
- 2009 Da' Booty Shop - film
- 2008 Keepin' the Faith: Lookin' for Mr. Right - film
- 2008 Sunday School - film
- 2008 Keepin' the Faith: Higher Ground - film
- 2007 Gordon Glass - film
- 2007 Grindin' - film
- 2006 Color of the Cross – film

### filmregisseur
- 2016 Sins of the Guilty - film
- 2010 Keepin' the Faith: Momma's Got a Boyfriend - film
- 2009 Friday at Dewayne's - film
- 2009 Thug Love - film
- 2009 Da' Booty Shop - film
- 2008 House Arrest - film
- 2008 Keepin' the Faith: Lookin' for Mr. Right - film
- 2008 Sunday School - film
- 2008 Keepin' the Faith: Higher Ground - film
- 2007 Grindin' - film

### Scenarioschrijver
- 2016 Sins of the Guilty - film
- 2016 Confessions of Isabella - film
- 2010 Jessica Sinclaire Presents: Confessions of A Lonely Wife - film
- 2010 Keepin' the Faith: Momma's Got a Boyfriend - film
- 2009 Thug Love - film
- 2009 Da' Booty Shop – film